# 矢野暢
矢野 暢（やの とおる、1936年〈昭和11年〉4月17日 - 1999年〈平成11年〉12月14日）は、日本の政治学者。専門は東南アジア地域研究。1986年『冷戦と東南アジア』で吉野作造賞を受賞。
アジア地域の社会科学者として初めてスウェーデン王立科学アカデミー会員となり、ノーベル賞に関するテレビ番組等にゲストとして出演するなどマスコミ露出も多かった。またアウンサンスーチーの京都大学留学時代の恩師といわれる。クラシック音楽への造詣が深い一面も持ち､京都大学の先輩に当たる朝比奈隆との対談集もある。晩年はウィーンで過ごした。

## 経歴
熊本県生まれ。生後満洲国関東州の大連に転居。八代市内の高等学校（現在の熊本県立八代中学校・高等学校）を経て、1959年京都大学法学部卒業、1961年同大学院修士課程修了、1965年同大学院博士課程修了。1971年法学博士（京都大学）。
1966年大阪外国語大学講師、1968年広島大学助教授、1972年京都大学東南アジア研究センター助教授、1978年同教授、1990年同所長。
1993年に女性秘書から「暴力を用いた性的関係の強要があった」として、「キャンパス・セクハラ」の告発を受け、京大を辞職に追い込まれる。辞職後、京都市の東福寺に修行として身を隠すが、写真週刊誌などで報道され、寺にも抗議が寄せられ、退去せざるをえなくなる。後に告発内容が虚偽の事実であるとして、損害賠償請求訴訟や辞職の取消しを求める訴訟等3件の訴訟を起こすが、いずれも棄却された。1999年ウィーンの病院で客死。享年63。

## 人物
- 京都大学では、附属機関でも歴史が浅い東南アジア研究センターの教授職であったが、法学部で政治学系科目の授業を受け持ち、学内行政にも積極的に関与した。さらに、テレビ出演も多いバブル期の「人気教授」ではあったが、本人の権威主義的傾向もあり、学内での評価は必ずしも高くはなかった。このため、セクハラが「矢野事件」としてひとたび告発されると、本人の一般的知名度の高さと権力志向も災いし、とくに学内の女性教員懇話会からは身内の許し難い行為と徹底的に糾弾された。矢野事件は「アカデミックハラスメント」、「キャンパス・セクハラ」として日本で初めて大きく取り上げられる。この結果、矢野は大学から実質的に追放され、研究者としての道も完全に絶たれた。
- 研究室の秘書たちには毎朝以下の「五訓」を唱和させていた（小野和子(1998)『京大・矢野事件』インパクト出版会、p.232.）。

1. 矢野先生は世界の宝、日本の柱です。誇りをもって日々の仕事に励みましょう。
2. 矢野先生が心安らかにご研究とお仕事に専念できるよう、私たちは自分の持てるすべてを捧げてお尽くしいたしましょう。
3. この研究室は日本じゅう、世界じゅうの注目の的、私たちはすきのない仕事を通じて、この研究室の名誉と権威を守りましょう。
4. 矢野先生のお仕事は、大学の皆様の心に支えられています。職場の人びとには礼儀正しく接しましょう。
5. それぞれ健康に留意し、身辺をきれいに保ち、勤務に支障がないよう心掛けましょう。

## 親族
外甥にお笑いコンビくりぃむしちゅーの有田哲平がおり、セクハラ問題を「親戚にいる大学教授のオジサンを見習えと言われていたが、その人セクハラで訴えられた」というネタにしている。

## 著書

### 単著
- 『タイ・ビルマ現代政治史研究』京都大学東南アジア研究センター〈東南アジア研究双書 2〉、1968年6月。 NCID BN04820103。全国書誌番号:68007612。
- 『日本の「南進」と東南アジア』日本経済新聞社、1975年1月。 NCID BN0109243X。全国書誌番号:72007885。
- 『「南進」の系譜』中央公論社〈中公新書 412〉、1975年10月。 NCID BN00889006。全国書誌番号:72007362。
- 『新洋行学のすすめ』PHP研究所、1976年11月。 NCID BN01327704。全国書誌番号:71001953。
- 『国際人としての日本人』成長政策研究会、1977年10月。全国書誌番号:20538828。
- 『東南アジア政策 疑いから信頼へ』サイマル出版会、1978年8月。 NCID BN0180843X。全国書誌番号:78027287。
- 『日本の南洋史観』中央公論社〈中公新書 549〉、1979年8月。 NCID BN00473744。全国書誌番号:79029440。
- 『東南アジア世界の論理』中央公論社〈中公叢書〉、1980年3月。 NCID BN00490561。全国書誌番号:80019296。
- 『劇場国家日本 日本はシナリオをつくれるか』ティビーエス・ブリタニカ、1982年9月。 NCID BN00440927。全国書誌番号:82053109。
- 『南北問題の政治学』中央公論社〈中公新書 677〉、1982年12月。ISBN 9784121006776。 NCID BN00464765。全国書誌番号:83014105。
- 日本放送協会 編『東南アジア世界の構造』日本放送出版協会〈NHK市民大学〉、1983年10月。 NCID BN12247210。全国書誌番号:92001718。
- 『東南アジア世界の構図 政治的生態史観の立場から』日本放送出版協会〈NHKブックス 463〉、1984年8月。ISBN 9784140014639。 NCID BN00643538。全国書誌番号:85001551。
- 『20世紀の音楽 意味空間の政治学』音楽之友社〈音楽選書 40〉、1985年4月。ISBN 9784276370401。 NCID BN01615196。全国書誌番号:85038091。
- 『冷戦と東南アジア』中央公論社〈叢書国際環境 第1期〉、1986年5月。ISBN 9784120014741。 NCID BN0024930X。全国書誌番号:86040993。
- 『「酔い」の政治学 劇場国家はどこへ』ティビーエス・ブリタニカ、1986年5月。ISBN 9784484862156。 NCID BN01069143。全国書誌番号:87000277。
- 『国家感覚 政治的生態史観のすすめ』中央公論社、1986年8月。ISBN 9784120015045。 NCID BN00953138。全国書誌番号:86053032。
- 『国際化の意味 いま「国家」を超えて』日本放送出版協会〈NHKブックス 509〉、1986年8月。ISBN 9784140015094。 NCID BN00764769。全国書誌番号:86053045。
- 『フローの文明・ストックの文明 21世紀の日本のシナリオ』PHP研究所、1988年10月。ISBN 9784569223339。 NCID BN02761546。全国書誌番号:89000561。
- 『日本の国際化を考える』日刊工業新聞社、1988年10月。ISBN 9784526024313。 NCID BN02826109。全国書誌番号:89005591。
- 『ノーベル賞 二十世紀の普遍言語』中央公論社〈中公新書 900〉、1988年11月。ISBN 9784121009005。 NCID BN02787867。全国書誌番号:89014277。
- 『国土計画と国際化』中央公論社、1989年7月。ISBN 9784120018435。 NCID BN0369946X。全国書誌番号:89054883。
- 『衆愚の時代 「神々は渇く」の政治学』新潮社、1989年11月。ISBN 9784103747017。 NCID BN0409166X。全国書誌番号:90010572。
- 『天眼抄』矢野暢、1990年4月。 NCID BA90021828。
- 『20世紀音楽の構図 同時代性の論理』音楽之友社〈音楽選書 63〉、1992年6月。ISBN 9784276370630。 NCID BN07781096。全国書誌番号:92050940。
- 『近代の超克 世紀末日本の「明日」を問う』光文社〈カッパ・サイエンス〉、1994年4月。ISBN 9784334060855。 NCID BN10680541。全国書誌番号:94046895。
- 『「南進」の系譜・日本の南洋史観』（合本復刊）千倉書房、2009年5月。ISBN 9784805109267。 NCID BA90297975。全国書誌番号:21614174。

### 編集
- 中尾光昭 訳『21世紀への英知 ノーベル賞受賞者の提言』日本YMCA同盟出版部、1984年9月。 NCID BN0419943X。全国書誌番号:85026931。
- 中尾光昭 訳『新デタント 東西対立を超えて』日本YMCA同盟出版部、1985年11月。 NCID BN0553801X。全国書誌番号:86024496。
- 『地域研究』三嶺書房〈講座政治学 4〉、1987年3月。ISBN 9784914906542。 NCID BN00848519。全国書誌番号:88005117。
- 『地域研究の手法』弘文堂〈講座現代の地域研究 第1巻〉、1993年10月。ISBN 9784335500312。 NCID BN09782635。全国書誌番号:93069849。
- 『世界単位論』弘文堂〈講座現代の地域研究 第2巻〉、1994年6月。ISBN 9784335500329。 NCID BN10791677。全国書誌番号:95036687。
- 『地域研究のフロンティア』弘文堂〈講座現代の地域研究 第3巻〉、1993年11月。ISBN 9784335500336。 NCID BN09909292。全国書誌番号:94005102。
- 『地域研究と「発展」の論理』弘文堂〈講座現代の地域研究 第4巻〉、1993年12月。ISBN 9784335500343。 NCID BN1002450X。全国書誌番号:94011570。

### 編著
- 『東南アジア学への招待』日本放送出版協会〈放送ライブラリー 8〉、1977年1月。 NCID BN00851590。全国書誌番号:77012397。
- 『東南アジア学への招待』 上（新たな認識を求めて）、日本放送出版協会〈NHKブックス 443〉、1983年8月。ISBN 9784140014431。 NCID BN00637397。全国書誌番号:84000290。
- 『東南アジア学への招待』 下（総括と展望）、日本放送出版協会〈NHKブックス 444〉、1983年9月。ISBN 9784140014448。 NCID BN06229575。全国書誌番号:84001344。

### 共著
- 矢野暢、柴田光蔵、山口定、青木保、安藤仁介、上山春平『いま、国家を問う』大阪書籍〈朝日カルチャーブックス 33〉、1984年2月。ISBN 9784754810337。 NCID BN00493253。全国書誌番号:84057958。
- 矢野暢、福士昌寿『日本を変えるシナリオ』中央公論社〈中公新書 802〉、1986年5月。ISBN 9784121008022。 NCID BN0018191X。全国書誌番号:86042624。
- 『国際化時代と日本人 日本的カルチャーの問題点と課題を探る 東急フォーラム』東急広報委員会、1990年7月。 NCID BN06036913。全国書誌番号:91015015。

### 共編著
- 矢野暢、磯村尚徳編著 編『アジアとの対話』NHK取材班構成、日本放送出版協会、1984年1月。ISBN 9784140083383。 NCID BN01117406。全国書誌番号:85010363。

### 編集代表
- 総合研究開発機構 編『事典アジア・太平洋 新しい地域像と日本の役割』中央経済社、1990年4月。ISBN 9784502603167。 NCID BN04678840。全国書誌番号:90029090。
- 矢野暢編集責任 編『東南アジア学の手法』弘文堂〈講座東南アジア学 第1巻〉、1990年11月。ISBN 9784335000218。 NCID BN05513642。全国書誌番号:91010633。
- 高谷好一編集責任 編『東南アジアの自然』弘文堂〈講座東南アジア学 第2巻〉、1990年11月。ISBN 9784335000225。 NCID BN05646602。全国書誌番号:91013451。
- 坪内良博編集責任 編『東南アジアの社会』弘文堂〈講座東南アジア学 第3巻〉、1990年11月。ISBN 9784335000232。 NCID BN05513915。全国書誌番号:91010634。
- 石井米雄編集責任 編『東南アジアの歴史』弘文堂〈講座東南アジア学 第4巻〉、1991年4月。ISBN 9784335000249。 NCID BN06109336。全国書誌番号:91035008。
- 前田成文編集責任 編『東南アジアの文化』弘文堂〈講座東南アジア学 第5巻〉、1991年9月。ISBN 9784335000256。 NCID BN06660405。全国書誌番号:91069541。
- 土屋健治編集責任 編『東南アジアの思想』弘文堂〈講座東南アジア学 第6巻〉、1990年12月。ISBN 9784335000263。 NCID BN05762239。全国書誌番号:91019101。
- 矢野暢編集責任 編『東南アジアの政治』弘文堂〈講座東南アジア学 第7巻〉、1992年3月。ISBN 9784335000270。 NCID BN0735977X。全国書誌番号:92030542。
- 吉原久仁夫編集責任 編『東南アジアの経済』弘文堂〈講座東南アジア学 第8巻〉、1991年3月。ISBN 9784335000287。 NCID BN05993355。全国書誌番号:91024740。
- 矢野暢編集責任 編『東南アジアの国際関係』弘文堂〈講座東南アジア学 第9巻〉、1991年7月。ISBN 9784335000294。 NCID BN06462897。全国書誌番号:91056430。
- 矢野暢編集責任 編『東南アジアと日本』弘文堂〈講座東南アジア学 第10巻〉、1991年2月。ISBN 9784335000300。 NCID BN05894615。全国書誌番号:91023400。
- 矢野暢編集責任 編『東南アジア学入門』弘文堂〈講座東南アジア学 別巻〉、1992年8月。ISBN 9784335000317。 NCID BN07927373。全国書誌番号:92060019。

### 訳編
- 『タイ・ビルマ現代政治史研究』 別冊付録（史料集纂）、京都大学東南アジア研究センター、1968年6月。 NCID BN04820103。全国書誌番号:68006304。

### 解説
- OECD調査団 著、文部省 訳『日本の社会科学を批判する OECD調査団報告』講談社〈講談社学術文庫 514〉、1980年9月。ISBN 9784061585140。 NCID BN06005363。全国書誌番号:80041380。

### 聞き手
- 朝比奈隆『朝比奈隆 わが回想』中央公論社〈中公新書 783〉、1985年10月。ISBN 9784121007834。 NCID BN00127572。全国書誌番号:86011988。
  - 朝比奈隆『朝比奈隆 わが回想』徳間書店〈徳間文庫〉、2002年12月。ISBN 9784198918040。 NCID BA62154302。全国書誌番号:20360845。

## 関連書
- 小野和子『京大・矢野事件 キャンパス・セクハラ裁判の問うたもの』インパクト出版会、1998年9月。ISBN 9784755400810。
- 甲野乙子『悔やむことも恥じることもなく 京大・矢野教授事件の告発』解放出版社、2001年7月。ISBN 9784759260571。